# Alberto Antonio González Pava
Alberto Antonio González Pava (Maracaibo, Zulia, Veneçuela, 2 de novembre de 1990) és un actor, escultor i artista plàstic veneçolà d'origen wayuu.
Després d'incursionar l'any 2017 en les arts cinematogràfiques amb el seu protagonisme en el Destetado, decideix sortir de Veneçuela rumb a l'Uruguai on resideix durant mesos fins a establir-se a Santiago de Xile.
El Destetado va ser estrenat l'any 2018 al Festival Internacional de Cinema de Toronto, esdeveniment en el qual se'l va considerar a Jairo com un personatge d' ̈exploració de l'ésser¨, a més de ser un procés creatiu que li va donar vida a un personatge surreal que a més patia el mal de Poland.